# Johann Daniel Pucklitz
Johann Daniel Pucklitz (ur. 1705 w Gdańsku, zm. 1774 tamże) – niemiecki kompozytor, muzyk miejski Gdańska.
Prawdopodobnie całe życie spędził w rodzinnym Gdańsku. Był gdańskim muzykiem miejskim, a więc członkiem kapeli Rady Miasta, będącej również kapelą Kościoła Mariackiego i organizatorem koncertów publicznych przy ul. Młyńskiej. Jako kompozytor tworzył głównie kantaty, a także oratoria i msze. Zachowały się jego 62 kompozycje, skomponowane w stylu późnego baroku. Jedna z jego kantat, zatytułowana Freue dich, Danzig (Ciesz się Gdańsku), opatrzona jest adnotacją dla młodego Johanna Gottlieba Goldberga, późniejszemu uczniowi Johanna Sebastiana Bacha. Goldberg, urodzony w Gdańsku klawesynista, zapewne  był pierwszym jej wykonawcą.
Pucklitz był też twórcą kantat kościelnych, jak np. kantata noworoczna Ist jemand in Christo, kantata na Boże Narodzenie Denen zu Zion wird ein Erlöser z charakterystyczną instrumentalną partią bombardu, instrumentu, który w XVIII wieku już w większości krajów Europy wychodził z użycia, a w Gdańsku wciąż znajdował zastosowanie.
Rękopisy z utworami Pucklitza przechowywane są w zbiorach Biblioteki Gdańskiej PAN.